# Franz Herwig

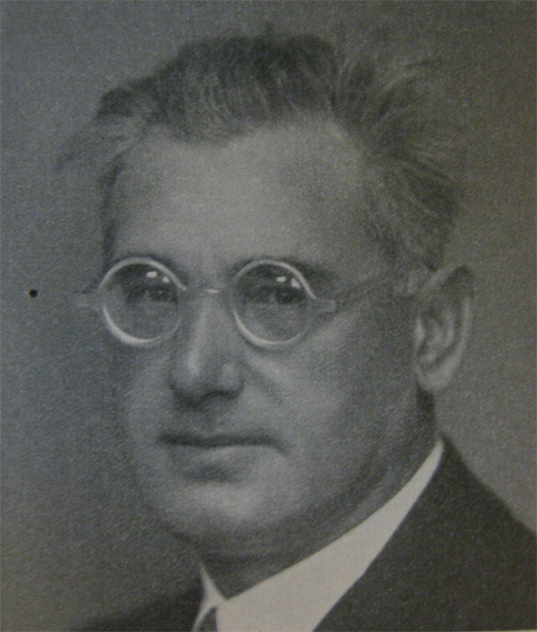
Franz Herwig

Franz Herwig (* 20. März 1880 in Magdeburg; † 15. August 1931 in Weimar) war ein deutscher Schriftsteller und Kritiker.

## Leben
Herwig wurde als Sohn eines Beamten 1880 in Magdeburg geboren. Seit 1912 lebte er in Weimar. 
Nach dem Besuch des Gymnasiums arbeitete er als Journalist, Buchhändler und Lektor. Im Ersten Weltkrieg kämpfte er als Frontsoldat.

## Schaffen
Als Literaturkritiker arbeitete Franz Herwig für die Zeitschrift Hochland.
Herwig war ein katholischer Erzähler mit sozialer Haltung. In seinen Werken ging es ihm dabei um die Spuren des Ewigen im Großstadtelend und er selbst wurde zu einem Vertreter der vom Katholischen Glauben geprägten Problemdichtung.
In seinem bekannteren Werk St. Sebastian vom Wedding ging es ihm zum Beispiel um das Christuswort „Gehet hin und lehret …“. Dabei meinte er das Aufsuchen der Gott am meisten Entfremdeten, den Großstadtmassen, um sie dem Glauben wieder näherzubringen. 
Dieses Geschehen setzt er dann in seinem psychologisch geprägten Großstadtroman Die Eingeengten in gewisser Weise fort. Die Titelfiguren sind dabei die vom Schicksal geprägten Großstadtarmen, deren Willen durch innere und äußere Umstände Grenzen gesetzt sind. Auch deren religiöse Entscheidungen werden durch diese Umstände gedrängt und beengt, so dass der Roman fatalistische und pessimistische Züge trägt, da viele der Romanfiguren auch seelisch scheitern. Der „Held“ des Romans (Daniel Löffelholz) stirbt jedoch nach einem durch erotische und alkoholische Ausschweifungen geprägten Leben mit der Kirche versöhnt.
Auch Herwigs Roman Hoffnung auf Licht beschreibt das Leben einer von Gott geprägten Frau, die ihre helfende Liebe unter die Armen und Sündigen einer Großstadt trägt.
Die Romane Die Eingeengten, Hoffnung auf Licht und Fluchtversuche bilden eine Trilogie.
Insgesamt gesehen wirken Herwigs Werke wie Gewissensaufrüttelung, Aufforderung und Predigt, allerdings erdrücken sie mehr, als dass sie erheben. Zudem machen seine Romanfiguren den Eindruck einer furchtbaren Ausgesetztheit statt eines Geborgenseins in göttlicher Vorsehung.

## Werke
- Herzog Heinrich am Finkenherd (1903), Drama (im Bergtheater Thale 1904 aufgeführt)
- Die letzten Zielinski (1906), Roman
- Wunder der Welt (1910), Roman. Neubearbeitung im Jahr 1922.
- Die Stunde kommt (1911), Roman
- Heinrich der Löwe, Drama (im Bergtheater Thale 1911 aufgeführt)
- Jan von Werth (1913), Roman
- Der getreue Deserteur (1913), Erzählung
- Der Pfarrer zu Pferd (1917), Erzählung
- Pinz und der heilige Krieg (1919), Roman
- Das Schlachtfeld (1920), Roman
- Das Begräbnis des Hasses (1921), Roman
- Das Dunkel über Preußen (1921), Roman
- St. Sebastian von Wedding. Eine Legende (1921), Roman
- Das Sextett im Himmelreich (1921), Roman
- Das märkische Herz (1923), Roman
- Sterne fallen und steigen (1925), Novellen
- Die feine Ingeborg/Jabusch, Zwei Erzählungen (1925)
- Die Eingeengten (1926), Roman
- Willy siegt (1927), Roman
- Hoffnung auf Licht (1929), Roman
- Fluchtversuche (1930), Roman